# Aer Lingus VC
Aer Lingus VC – irlandzki klub siatkarski z Dublinu. Ośmiokrotny zwycięzca męskiej najwyższej klasy rozgrywkowej w Irlandii. W ramach klubu istnieje także drugi zespół męski pod nazwą Aer Lingus Jets.

## Historia
Klub Aer Lingus założony został przez Conora Keelinga i Pata Lyncha w czerwcu 1984 roku. Początkowo męski zespół występował w Division 3, w której zwyciężał w sezonach 1984/1985 i 1985/1986. Pierwsze mistrzostwo Irlandii klub zdobył w sezonie 1987/1988. Łącznie w najwyższej klasie rozgrywkowej triumfował dwunastokrotnie.

## Występy w europejskich pucharach
Aer Lingus w sezonie 2003/2004 wziął udział w Pucharze Top Teams, odpadając w fazie grupowej.

### Mecze w europejskich pucharach

#### Puchar Top Teams 2003/2004
| Runda        | Data       | Miejsce spotkania | Przeciwnik             | Wynik spotkania           |
| ------------ | ---------- | ----------------- | ---------------------- | ------------------------- |
| Faza grupowa | 24.10.2003 | Tampere           | BK Tromsø              | 0:3 (16:25, 21:25, 9:25)  |
| Faza grupowa | 25.10.2003 | Tampere           | Speranța-USM Kiszyniów | 0:3 (16:25, 14:25, 9:25)  |
| Faza grupowa | 26.10.2003 | Tampere           | Tampereen Isku-Volley  | 0:3 (12:25, 16:25, 16:25) |

## Osiągnięcia

### Aer Lingus
- Mistrzostwa ligowe (9x): 1988, 1990, 1991, 1993, 1994, 1998, 2003, 2004, 2013

### Aer Lingus Jets
- Mistrzostwa ligowe (2x): 2007, 2008